# جوزف ویر
جوزف ویر (انگلیسی: Joseph Wear; ۲۷ نوامبر ۱۸۷۶ – ۴ ژوئن ۱۹۴۱) تنیس‌باز اهل ایالات متحده آمریکا بود.
وی در مسابقات کشوری و بین‌المللی در مجموع برندهٔ ۱ مدال برنز شده‌است.